# Susumu Terajima
Susumu Terajima (japonès: 寺島進)  (Kōtō, 12 de novembre de 1963) és un actor de cinema japonès. Tot i que ha interpretat una àmplia gamma de personatges, és potser més conegut per la seva interpretació de figures yakuza, sobretot a les pel·lícules de Takeshi Kitano. Fins al juny del 2007, l'actor ha aparegut en 83 pel·lícules, 15 anuncis de televisió, tres vídeos promocionals i nombrosos drames televisius. Actualment forma part d'Office Kitano, una companyia productora de films del polifacètic actor i director de cinema Takeshi Kitano. Es va unir a Japan Music Entertainment el desembre de 2018.

## Biografia
Terajima va néixer a Fukagawa, al centre de Tòquio. És el segon fill de tres fills i el seu pare era artesà de tatami . El seu record d'infància és quan ell i la seva mare caminaven junts cap a l'escola bressol i la seva mestra l'anomenava "mu-chan" per la seva cara bonica. L'interès de Terajima per la interpretació va començar quan va veure una pel·lícula de comèdia d'acció, Truck Yarou . També li encantava cantar, fent-se passar per membres del duet pop Pink Lady amb els seus amics. Després de graduar-se de l'institut, per perseguir el seu somni de convertir-se en actor, es va matricular a l'Acadèmia d'Art Mifune per continuar la seva educació, tot i que els seus pares no estaven d'acord amb la seva decisió, ja que volien que continués treballant al negoci familiar. Durant aquells anys, Terajima va fer moltes feines secundàries, inclòs treball com a especialista, fins que va conèixer Yusaku Matsuda, que va dirigir A Homansu i va donar a Terajima un paper secundari a la pel·lícula.
Va debutar en el món del cinema el 1986 al film A Homansu de 1986, i des d'aleshores ha anat treballant en nombrosos films de manera continuada, amb una mitja de més de 4 pel·lícules per any. Aquest gran nombre d'aparicions en pel·lícules és degut al fet que la gran majoria dels seus treballs són d'actor secundari. Les tres pel·lícules en què Terajima ha sigut el personatge principal fins a la data d'avui són Okaeri, Hole in tge Sky, i The Blessing Bell.
Terajima va fer un paper secundari a Violent Cop (1989), on va conèixer el seu respectuós mentor, Takeshi Kitano. El seu gran èxit com a actor va ser a Sonatine de Kitano. Després de l'èxit de Sonatine, Terajima va gaudir d'una reeixida carrera interpretant diversos papers a la televisió i al cinema, generalment en una posició secundària, però ocasionalment com a personatge principal, com ara a After Life de Hirokazu Kore-eda i The Blessing Bell (2002) de Sabu.
A la gran majoria dels seus papers és caracteritzat com un membre de la yakuza, siguen en molts casos la mà dreta fidel del cap de la yakuza. El seu amic i company Takeshi Kitano és el director amb què més cops ha fet de mà dreta del cap de la yakuza. També és un dels actor predilectes d'altres directors japonesos com Hiroyukiego Tanaki o Takashi Miike.

## Perfil
- Alçada: 165cm (5'4")
- Pes: 58kg (128 lbs.)
- Tipus de sang: A
- Estat civil: Solter
- A vegades als credits surt com: Susumu Terashima

## Filmografia
| - 1986: A-Hômansu, de Yusaku Matsuda - 1987: Itoshi-no half moon, de Yojiro Takita - 1988: So What, de Naoto Yamakawa - 1989: Violent Cop (Sono otoko, kyobo ni tsuki), de Takeshi Kitano - 1989: Orugoru, de Mitsuo Kurotsuchi - 1990: Inamura Jane, de Keisuke Kuwata - 1991: A Scene at the Sea (Ano natsu, ichiban shizukana umi), de Takeshi Kitano - 1993: Sonatine, mélodie mortelle (Sonatine), de Takeshi Kitano - 1994: Elephant Song, de Gô Rijû - 1995: Getting Any? (Minnâ-yatteruka!), de Takeshi Kitano - 1995: Marks (Mâkusu no yama), de Yoichi Sai - 1995: Welcome Home (Okaeri), de Makoto Shinozaki - 1996: Kids Return (Kidzu ritan), de Takeshi Kitano - 1996: Suit Yourself or Shoot Yourself: The Hero (Katte ni shiyagare! Eiyû-keikaku), de Kiyoshi Kurosawa (TV) - 1996: Deux voyous (Chinpira), de Shinji Aoyama - 1997: Postman Blues (Posutoman burusu), de Hiroyuki Tanaka - 1997: HANA-BI, de Takeshi Kitano - 1998: Unlucky Monkey (Anrakkî monkî), de Hiroyuki Tanaka - 1998: After Life (Wandafuru raifu), de Hirokazu Koreeda - 1998: Shark Skin Man and Peach Hip Girl (Samehada otoko to momojiri onna), de Katsuhito Ishii - 1999: Dead or Alive (Dead or Alive: Hanzaisha), de Takashi Miike - 1999: Black Angel Vol. 2 (Kuro no tenshi Vol. 2), de Takashi Ishii - 1999: Tabou (Gohatto), de Nagisa Oshima - 2000: Isola: Multiple Personality Girl (Isola: Tajuu jinkaku shôjo), de Toshiyuki Mizutani - 2000: Monday, de Hiroyuki Tanaka - 2000: Hysteric, de Takahisa Zeze - 2000: Aniki, mon frère (Brother), de Takeshi Kitano | - 2001: Hole in the Sky (Sora no ana), de Kazuyoshi Kumakiri - 2001: Distance, de Hirokazu Koreeda - 2001: Harmful Insect (Gaichu), de Akihiko Shiota - 2001: Ichi the killer (Koroshiya 1), de Takashi Miike - 2001: Misuzu, de Sho Igarashi - 2002: Drive, de Hiroyuki Tanaka - 2002: A Snake of June (Rokugatsu no hebi), de Shinya Tsukamoto - 2002: Asakusa kid, de Makoto Shinozaki - 2002: Blessing Bell (Kôfuku no kane), de Hiroyuki Tanaka - 2002: A Boy's Summer in 1945 (Utsukushii natsu kirishima), de Kazuo Kuroki - 2003: Kakuto, de Yusuke Iseya - 2003: Thirteen Steps (13 kaidan), de Masahiko Nagasawa - 2003: Moon Child, de Takahisa Zeze - 2003: Wild Berries (Hebi ichigo), de Miwa Nishikawa - 2003: Jump, de Masao Takeshita - 2003: Hard Luck Hero, de Hiroyuki Tanaka - 2004: Te wo nigiru dorobou no hanashi, de Isshin Inudou - 2004: Hana to hebi, de Takashi Ishii - 2004: Casshern, de Kazuaki Kiriya - 2004: Nobody Knows (Dare mo shiranai), de Hirokazu Koreeda - 2004: The Taste of Tea (Cha no aji), de Katsuhito Ishii - 2004: 'Chô' kowai hanashi A: yami no karasu, de Yoshihiro Hoshino - 2004: Hicchi haiku: oboreru hakobune, de Kenji Yokoi - 2004: Steamboy, de Katsuhiro Ōtomo (voix) - 2004: Izo, de Takashi Miike - 2004: Blood and Bones (Chi to hone), de Yoichi Sai - 2005: Naisu no mori: The First Contact, de Katsuhito Ishii, Hajime Ishimine i Shin'ichirô Miki - 2005: Year One in the North (Kita no zeronen), de Isao Yukisada | - 2005: Yûsha no hihô, de Atsushi Muroga - 2005: Gokudô no onna-tachi: Jôen, de Hajime Hashimoto - 2005: Mayonaka no Yaji-san Kita-san, de Kankurô Kudô - 2005: Kôshônin Mashita Masayoshi, de Katsuyuki Motohiro - 2005: Ubume no natsu, de Akio Jissoji - 2005: Takeshis', de Takeshi Kitano - 2005: Funky Forest: The First Contact (Naisu no mori: The First Contact), de Katsuhito Ishii, Hajime Ishimine i Shunichiro Miki - 2005: Custom Made 10.30 (Kasutamu-meido 10.30), de Hajime Ishimine - 2005: Shisso, de Hiroyuki Tanaka - 2006: Gamera the Brave (Gamera: Chiisaki yusha-tachi), de Ryuta Tazaki - 2006: The Wow-Choten Hotel (The Uchôten Hoteru), de Koki Mitani - 2006: LoveDeath, de Ryuhei Kitamura - 2006: Hana yori mo naho, de Hirokazu Kore-Eda - 2008: Still Walking, de Hirokazu Kore-Eda - 2009: Goemon, de Kazuaki Kiriya - 2009: Aquiles i la Tortuga de Takeshi Kitano - 2010 Wagaya no Rekishi - 2010 Zatoichi: The Last - 2011 Ninja Kids!!! - 2011 Smuggler - 2011 Unfair: The Answer SP - 2012 Helter Skelter - 2013 Human Trust - 2013 The Kiyosu Conference de Kuroda Yoshitaka - 2014 When Marnie Was There - 2015 April Fools - 2015 Chasuke's Journey |

## Premis i nominacions
- Nominat com a millor actor secundari en els Premis de l'Acadèmia Japonesa (2005) per Negotiator: Mashita Masayoshi.
- Premi de millor actor als Japanese Professional Movie Awards (2002), per Hole in the Sky i Misuzu.
- Premi de millor actor secundari masculí al Concurs de cinema de Mainichi (2002), per Misuzu, Brother i Hole in the Sky.